# Al Morgan
Albert Morgan (* 19. August 1908 New Orleans; † 14. April 1974 in Los Angeles) war ein US-amerikanischer Jazzmusiker.
Der Kontrabassist und Tubist Al Morgan stammte aus einer musikalischen Familie in New Orleans. Seine Brüder waren gleichfalls als Musiker aktiv (Sam und Isaiah als Trompeter, Andrew als Klarinettist).  Er spielte zunächst Klarinette, bevor er um 1919 auf die Bassinstrumente wechselte (Unterricht bei Simon Marrero). Seine Karriere begann er in den 1920er Jahren in den Orchestern von Buddy Petit und Lee Collins. Er spielte in den 1930er Jahren kurz bei Otto Hardwick, um dann mit Cab Calloway aufzunehmen und auf Tour zu gehen. Anschließend wirkte er bei Les Hite, um dann eine eigene Band zu gründen. In den 1940er Jahren war er bei Wingy Manone, Eddie Condon, Chu Berry und Max Kaminsky aktiv.